# Царь горы
Царь горы — сьомий студійний альбом російського музиканта Noize MC, представлений 16 грудня 2016 року. Концертне представлення альбому відбулось 18 листопада у Москві та 26 листопада — у Санкт-Петербурзі.

## Список композицій
| #   | Назва                                   | Тривалість |
| --- | --------------------------------------- | ---------- |
| 1.  | «Make Some Noize»                       | 3:33       |
| 2.  | «Стенли запишет хит»                    | 2:52       |
| 3.  | «Царь горы»                             | 4:29       |
| 4.  | «Эмпайр Стейт»                          | 2:49       |
| 5.  | «Гвозди» (спільно із Atlantida Project) | 3:30       |
| 6.  | «Грабли»                                | 4:37       |
| 7.  | «Чайлдфри» (спільно із Монеточкою)      | 4:03       |
| 8.  | «Всё OK» (спільно із Miss Bass)         | 4:02       |
| 9.  | «Джеймесон»                             | 3:51       |
| 10. | «Питерские крыши»                       | 3:34       |
| 11. | «Кислотный дождь»                       | 2:57       |
| 12. | «Любимый цвет»                          | 2:31       |
| 13. | «!!L!VE!»                               | 2:37       |